# Албанополис
Албанополис (на гръцки: Ἀλβανόπολις)  е античен град в древна Македония и по-специално в Нов Епир.
Съществуването на града е упоменато от Клавдий Птолемей, но достоверността на това сведение се оспорва още от средновековните византийски автори. Локацията на града се търси около Круя със средновековния Арбанон. 